# Nati nel 1578
| Questa pagina contiene informazioni ricavate automaticamente dalle voci biografiche con l'ausilio del template Bio e di un bot. L'aggiornamento è periodico e automatico e ricostruisce completamente la pagina. Se manca una persona in questa lista, sei pregato di non aggiungerla, ma accertati piuttosto che la sua voce biografica contenga il template Bio e che i dati anagrafici siano correttamente compilati. Se il template Bio manca, inseriscilo tu stesso o, in alternativa, metti l'avviso {{tmp\|Bio}} che ne segnala la mancanza. Se i dati riportati sono sbagliati, correggi direttamente la voce biografica; le modifiche saranno visibili in questa lista entro pochi giorni. Per chiarimenti vedi il progetto biografie. La lista contiene solo le 77 persone che sono citate nell'enciclopedia e per le quali è stato implementato correttamente il template Bio. Pagina aggiornata al 2 mar 2025. |

## Gennaio(2)
- 7 gennaio - Agnese di Solms-Laubach, nobile tedesca († 1602)
- 28 gennaio - Cornelius Haga, diplomatico olandese († 1654)

## Aprile(5)
- 1º aprile - William Harvey, medico inglese († 1657)
- 2 aprile - Francesco Amico, teologo italiano († 1651)
- 11 aprile - Vito Carrera, pittore italiano († 1623)
- 14 aprile - Filippo III di Spagna, re († 1621)
- 18 aprile - Ferdinando Carli, scrittore italiano († 1641)

## Giugno(2)
- 5 giugno - Claudio di Guisa, nobile († 1657)
- 16 giugno - Benedetto Da Lezze, politico italiano († 1623)

## Luglio(3)
- 9 luglio - Ferdinando II d'Asburgo, imperatore († 1637)
- 21 luglio - Isabella Gonzaga di Novellara, nobile italiana († 1630)
- 31 luglio - Caterina Belgica di Nassau, principessa († 1648)

## Agosto(6)
- 5 agosto - Carlo d'Albert, nobile francese († 1621)
- 8 agosto - Matteo Rosselli, pittore italiano († 1650)
- 15 agosto - Claude Guillermet de Bérigard, filosofo francese († 1663)
- 17 agosto - Francesco Albani, pittore italiano († 1660)
- 17 agosto - Giovanni di Hohenzollern-Sigmaringen, conte († 1638)
- 24 agosto - John Taylor, scrittore e poeta inglese († 1653)

## Settembre(4)
- 11 settembre - Vincenzo Maculani, cardinale e arcivescovo cattolico italiano († 1667)
- 12 settembre - Hieronymus Francken II, pittore fiammingo († 1623)
- 16 settembre - Adam Elsheimer, pittore e disegnatore tedesco († 1610)
- 26 settembre - Pasquale Ottino, pittore italiano († 1630)

## Ottobre(3)
- 4 ottobre - Gianfrancesco Guidi di Bagno, cardinale italiano († 1641)
- 16 ottobre - Ariodante Bettei, commediografo italiano († 1649)
- 24 ottobre - Alessandro Rangoni, vescovo cattolico italiano († 1640)

## Novembre(4)
- 1º novembre - Vincenzo Ugolini, compositore e cantore italiano († 1638)
- 4 novembre - Volfango Guglielmo del Palatinato-Neuburg, duca († 1653)
- 6 novembre - Massimiliano del Liechtenstein, generale austriaco
- 21 novembre - Francesco Ingoli, presbitero e giurista italiano († 1649)

## Dicembre(3)
- 2 dicembre - Agostino Agazzari, compositore, organista e teorico della musica italiano († 1640)
- 7 dicembre - Battistello Caracciolo, pittore italiano († 1635)
- 20 dicembre - Enrico di Mayenne, nobile francese († 1621)

## Senza giorno specificato(45)
- Angelo di Gesù Maria, religioso italiano († 1625)
- Jean-Baptiste Barbé, incisore, editore e mercante d'arte fiammingo († 1649)
- Luis Belmonte Bermúdez, poeta e drammaturgo spagnolo († 1650)
- Lawrence Beyerlinck, teologo e scrittore belga († 1627)
- Jacob Bidermann, gesuita e scrittore tedesco († 1649)
- Giovanni Battista Casali, storico e antiquario italiano († 1648)
- Benedetto Castelli, monaco cristiano, matematico e fisico italiano († 1643)
- Filippo I Colonna, nobile italiano († 1639)
- Giovanni Stefano Doria, doge († 1643)
- Pedro Espinosa, scrittore spagnolo († 1650)
- Diego Fernández de Córdoba, I marchese di Guadalcázar, nobile spagnolo († 1630)
- Alessandro Filonardi, vescovo cattolico italiano († 1645)
- Mary Fitton, inglese († 1647)
- Loreto de Franchis, vescovo cattolico italiano († 1638)
- Fede Galizia, pittrice italiana († 1630)
- Claudio I Gonzaga, nobile italiano († 1621)
- Juan Gutiérrez, vescovo cattolico spagnolo († 1649)
- Giusto Guérin, vescovo cattolico francese († 1645)
- Horio Tadauji, militare giapponese († 1604)
- Balthasar Lawers, pittore fiammingo († 1645)
- Ottavio Leoni, pittore e incisore italiano († 1630)
- Maeda Toshimasa, militare giapponese († 1633)
- Juan Bautista Maíno, pittore spagnolo († 1649)
- Francis Manners, VI conte di Rutland, nobile inglese († 1632)
- Mihrimah Sultan, principessa ottomana
- Mōri Katsunaga, militare giapponese († 1615)
- Stefano Pignatelli, cardinale italiano († 1623)
- François Ravaillac, insegnante e criminale francese († 1610)
- Niccolò Ridolfi, religioso italiano († 1650)
- Alonso Rodriguez, pittore italiano († 1648)
- Giovanni Francesco di Sales, vescovo cattolico francese († 1635)
- Giulio Sauli, doge († 1668)
- Bartolomeo Schedoni, pittore italiano († 1615)
- Cristiano Günther I di Schwarzburg-Sondershausen, nobile († 1642)
- Adriaan van den Spieghel, medico, chirurgo e botanico fiammingo († 1625)
- Jorge Manuel Theotocópuli, pittore, scultore e architetto spagnolo († 1631)
- Tiberio Titi, pittore italiano († 1637)
- Pio Torelli († 1612)
- Orazio Torriani, architetto italiano († 1657)
- Alessandro Turchi, pittore italiano († 1649)
- William Twisse, teologo scozzese († 1646)
- Antonio de Viana, storico, medico e poeta spagnolo († 1650)
- Yamada Arinaga, militare giapponese († 1668)
- Manuel de Almeida, missionario portoghese († 1646)
- Bibiana von Pernstein, nobile ceca († 1616)